# Isometrum lancifolium
Isometrum lancifolium là một loài thực vật có hoa trong họ Tai voi. Loài này được (Franch.) K.Y. Pan mô tả khoa học đầu tiên năm 1986.